# Холокост в Украйна
Холокост в Украйна исторически е систематическото преследование и изтребване на еврейското население в Украйна от германски и украински нацисти и техни съюзници в периода 1941 – 1944 в рамките на нацистиките политики по отношение на „Еврейския въпрос“.